# Future Memories
Future Memories ist ein Jazzalbum von Mareike Wiening. Die am 17. Januar 2020 in den River Studios in Köln entstandenen Aufnahmen erschienen am 12. November 2021 auf Dave Douglas’ Label Greenleaf Music.

## Hintergrund
Die Schlagzeugerin Mareike Wiening hat das Quintett zu Zeiten ihres Masterkonzerts an der New York University in 2014 zusammengestellt; da lebte sie schon zwei Jahre in der Metropole an der amerikanischen Ostküste. Wienings zweites Studioalbum Future Memories entstand mit ihrer Tourneeband, zu der Tenorsaxophonist Rich Perry, Pianist Glenn Zaleski, Gitarrist Alex Goodman und Bassist Johannes Felscher gehörten. Anfang des Jahres 2021 veröffentlichte sie ein Live-Album (Live at Bird’s Eye Basel), das zwei Tracks von Metropolis Paradise aus dem Jahr 2019 enthielt, und zwei weitere von diesem Album, das Titelstück und „The Other Soul“. Die acht Stücke des Albums sind vor der COVID-19-Pandemie entstanden, so wie die Studiosession noch vor dem Lockdown stattgefunden hat.
Das Album sei geprägt von der Distanz, notierte Rainer Ortag. „Anders als bei der Entstehung von Metropolis Paradise, habe ich beim Komponieren für Future Memories nicht mehr in New York gelebt,“ erklärt Wiening in einem Interview. „Ich hatte nicht mehr meine Band ständig vor Ort, mit der ich vor 2019 regelmäßig in New York geprobt und gespielt habe und Sachen ausprobieren konnte. Nun musste ich mir meine Band, den Sound, die unterschiedlichen Charaktere vorstellen, quasi ‘aus dem Kopf heraus’ komponieren. Erst auf Tour konnten wir richtig an den Kompositionen arbeiten und diese entwickeln.“

## Titelliste
- Mareike Wiening: Future Memories (Greenleaf Music GRE-CD-1088)[3]

1. Northern Sail 5:37
2. El Escorial 7:34
3. An Idea Is Unpredictable 7:30
4. RiChanges 7:46
5. Future Memories 6:04
6. The Other Soul 7:07
7. Seesaw March 5:50
8. Dance Into July 5:40

Die Kompositionen stammen von Mareike Wiening.

## Rezeption

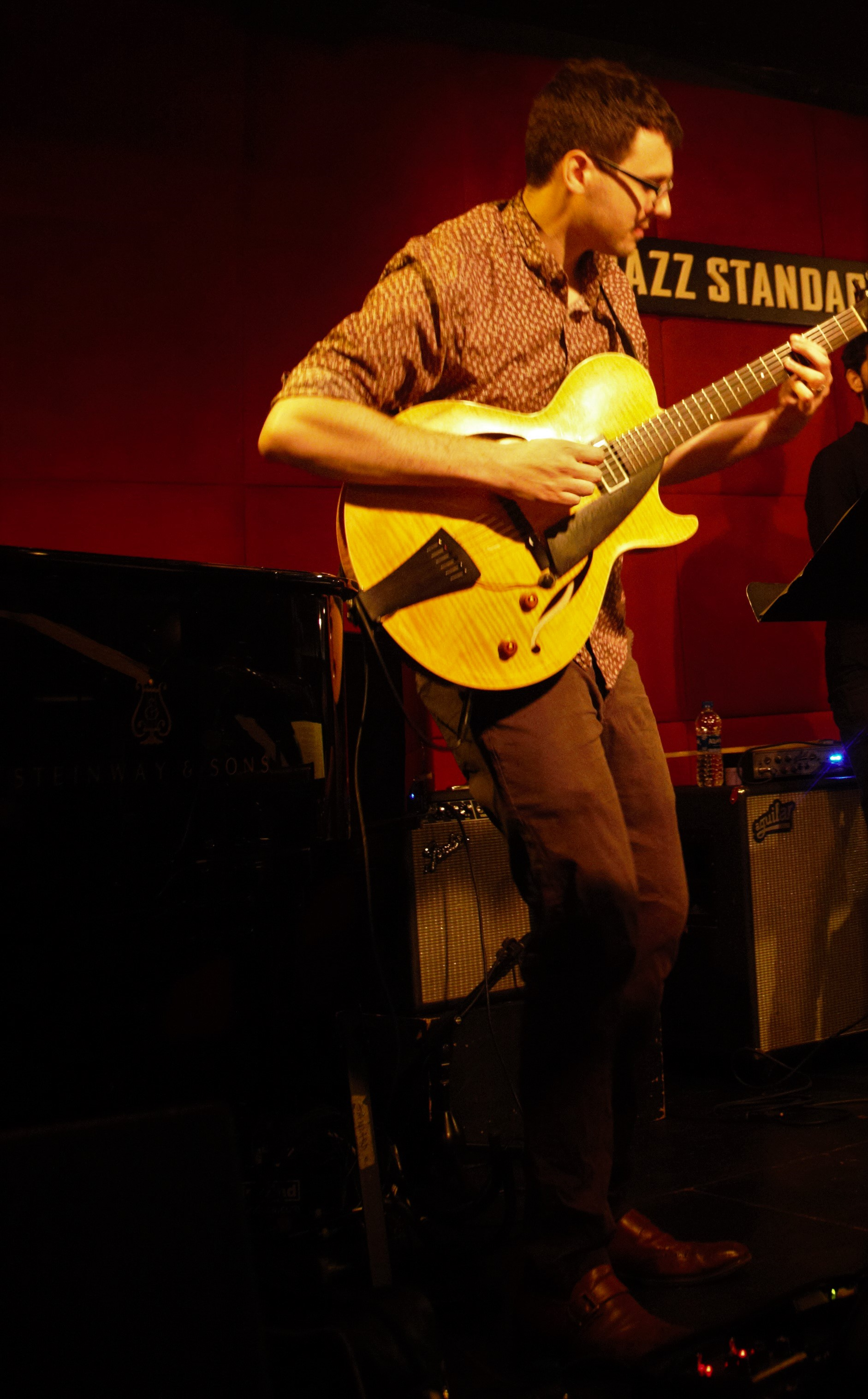
Alex Goodman (2019)

„Der Jazz, den sie kreiert, fühlt sich keiner bestimmten Tradition verpflichtet und verwebt Elemente aus amerikanischem Fusion und Post-Bop, europäischem Kammer- und Avantgarde-Jazz so nahtlos, dass die Songs von überall und nirgendwo kommen,“ schrieb Michael Toland (The Big Takeover). Wiening sei auch eine kluge und großzügige Bandleaderin, die genau verstehe, wann und wie sie ihre Bandkollegen ins Rampenlicht rücke. Die harte Bop-Nummer „RiChanges“ zum Beispiel sei eindeutig mit Blick auf den Saxophonisten Rich Perry und den Pianisten Glenn Zaleski komponiert. „El Escorial“ wiederum gebe dem Gitarristen Alex Goodman, einem Post-Bop-Stilisten voller Ideen, eine stattliche Portion. Obwohl er nicht viel Soloraum hat, schließt sich Bassist Johannes Feischer an Wienings szenische Perkussionsschichten an, wirbelt um den Grundton herum, ohne dabei aus dem Takt zu geraten. Auf die kantige Ballade „The Other Soul“ und den swingenden Abschluss „Dance Into July“ fokussiere Wiening die gesamte Band wie ein Laser und mache sie zum Ausdruck ihres musikalischen Willens, ohne dabei jeden einzelnen Ausdruck zu unterdrücken.
Phil Freeman schrieb in Stereogum, als Komponistin setze Weining häufiger auf die Schaffung von Stimmung und Atmosphäre als auf harte Rhythmen; wie Max Roach interessiere sie sich für die melodischen und orchestralen Möglichkeiten der Perkussion und schmückte die Musik lieber aus, als den Takt zu halten. Das Titelstück sei eine sanfte Ballade, in der in erster Linie Rich Perry herausgestellt werde, dessen Solo die suchende Qualität habe, die ihn mit Wayne Shorter verbinde. Zaleskis Pianospiel sei dabei die perfekte Unterstützung, und Wiening biete gerade genug Ermutigung, meistens durch sanfte Beckenspritzer, um alles in Bewegung zu halten.
Nach Ansicht von Mark Corroto, der das Album in All About Jazz rezensierte, werde die Schärfung der Darstellung hier bei Wienings komplizierten Kompositionen gekonnt und scheinbar mühelos ausgeführt. Die sei eine beeindruckende Leistung dieses brillanten Talents.
Rainer Ortag schrieb in Jazz Reportagen, das Zusammenspiel der fünf Musiker sei auf Future Memories in seiner antizipatorischen Haltung selbstverständlicher geworden, weshalb die fünf noch intuitiver miteinander umzugehen wissen und ihre Improvisationskunst eloquent phrasierend, ausdrucksstark gestalten können. Wienings ursprüngliches Konzept der „emotionalen“ Harmonik und Melodik sei weiterhin bestimmend und präsent für die Improvisation – dennoch habe sich einiges verändert.